# Gelber Spitzkopf-Schleimfisch
Der Gelbe Spitzkopf-Schleimfisch (Tripterygion delaisi) ist eine Art der Dreiflossen-Schleimfische, die im nordöstlichen Atlantik anzutreffen ist.

## Merkmale
Der Gelbe Spitzkopf-Schleimfisch besitzt einen schlank langgestreckten und seitlich abgeflachten Körper. Er erreicht eine Körperlänge von bis zu neun Zentimeter. Der spitze Kopf ist mit einem endständigen Maul und Kammschuppen ausgestattet, die großen Augen liegen hoch an den Kopfseiten. Im Normalfall sind die Fische graubraun gefärbt und zeigen auf diesem Grund eine Zeichnung von fünf dunklen und verwaschenen Querbalken. Dabei bildet der letzte Balken häufig einen schwarzen Sattelfleck am Schwanzstiel. Die Rückenlinie ist zudem durch mehrere weiße Punkte gezeichnet. Ausgewachsene Männchen sind zur Paarungs- und Territorialzeit auffällig gelbbraun mit dunklem Kopf und verlängerten Strahlen im Bereich der zweiten Rückenflosse.
Die Rückenflosse ist dreiteilig und reicht vom Kopfansatz bis kurz vor den Übergang zur einteiligen Schwanzflosse. Die erste Rückenflosse besteht aus drei und die zweite aus 16 bis 18 Hartstrahlen, die dritte aus 11 bis 14 Glieder- bzw. Weichstrahlen. Die fadenförmigen Bauchflossen sind kehlständig, liegen also vor den Brustflossen.

## Verbreitung
Der Gelbe Spitzkopf-Schleimfisch ist in den Küstenbereichen des Nordostatlantiks vom Süden Großbritanniens bis zum Senegal, um die Kanarischen Inseln sowie im Mittelmeer anzutreffen.

## Lebensweise
Die Fische leben im Brandungsbereich an Felsküsten in Tiefen von drei bis 40 Metern, meistens zwischen sechs und zwölf Meter. Sie sind bevorzugt in kühlerem Wasser und in Schattenbereichen anzutreffen. Sie ernähren sich von kleinen, bodenlebenden und planktischen Kleinkrebsen, die sie durch die Reflexion von Lichtblitzen erkennen, wie Forscher von der Universität Tübingen herausfanden.
Die Weibchen laichen von Mai bis Juli. Zu dieser Zeit umwerben die territorialen Männchen die Weibchen, die die Eier innerhalb der Reviere an unterschiedlichen Substraten ablegen. Die Männchen bewachen die Gelege mehrerer Weibchen bis zum Schlupf der Jungfische (aktive Brutpflege).